# Jacques Anquetil

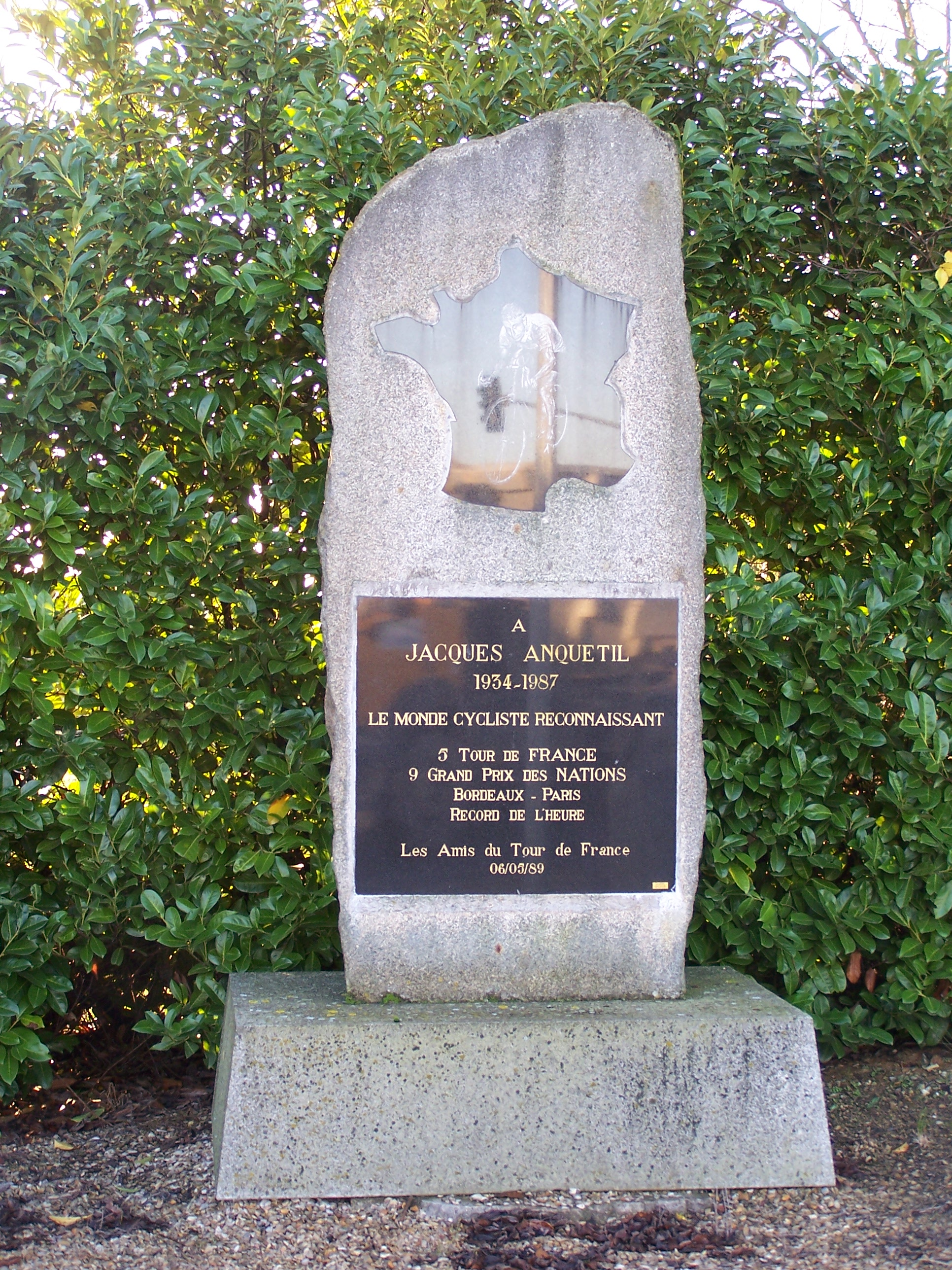
Tablica upamiętniająca Jacques Anquetila w Châteaufort we Francji

Jacques Eugène Ernest Anquetil (ur. 8 stycznia 1934 w Mont-Saint-Aignan, zm. 18 listopada 1987 w Rouen) – francuski kolarz torowy i szosowy, brązowy medalista olimpijski oraz srebrny medalista torowych i szosowych mistrzostw świata.

## Kariera
W 1952 roku zdobył, jeszcze jako amator, brązowy medal olimpijski w jeździe drużynowej. Od następnego sezonu ścigał się już w peletonie zawodowym. Był m.in. dwukrotnym wicemistrzem świata (1955 na 5 km indywidualnie; 1966 w wyścigu szosowym).
Zwyciężał we wszystkich wielkich tourach – Tour de France 5-krotnie (1957, 1961, 1962, 1963, 1964), Giro d’Italia 2-krotnie (1960, 1964), jeden raz Vuelta a España (1963). Dziewięć razy (rekord) triumfował w prestiżowym wyścigu specjalistów w jeździe na czas Grand Prix des Nations (1953-1958, 1961, 1965, 1966). Wygrywał także inne wyścigi, m.in. 5-krotnie wyścig Paryż-Nicea (1957, 1961, 1963, 1965-1966).
W 1956 ustanowił rekord świata w jeździe godzinnej – 46 km i 159 m.
Po zakończeniu kariery zawodniczej (1969) był m.in. dyrektorem wyścigu Paryż-Nicea. Kawaler Legii Honorowej z 1966.